# Дрезненская прядильно-ткацкая фабрика
Дрезненская прядильно-ткацкая фабрика — предприятие текстильной промышленности, расположенное в городе Дрезне, Московская область. В эпоху Российской империи — прядильно-ткацкое товарищество «Товарищество Зуевской мануфактуры И. Н. Зимина» в посёлке Дрезна (также именуется как «Дрезненская фабрика Зимина»).

## Названия
- 1866—1884: «Зуевская мануфактура И. Н. Зимина»;
- 1884—1917: «Товарищество Зуевской мануфактуры И. Н. Зимина»;
- 1917—н. в.: «Дрезненская прядильно-ткацкая фабрика».

## История

### Российская империя
Точная дата основания фабрики неизвестна. В рапорте московскому губернатору от 6 июня 1864 года богородский уездный исправник писал: «Ситцевая фабрика первой гильдии купца Павловского Посада Никиты Семеновича Зимина была заведена лет 50 тому назад без разрешения, на собственной земле, купленной им, Зиминым, у господина Рюмина». Отвечая в 1888 году на вопросы фабричного инспектора Богородского уезда Московской губернии, Зимины сообщили о годе основания предприятий, что «ткацкая ручная фабрика учреждена в 1810 году, и пунцово-красильное заведение в 1858 году».
По преданию, шёлкоткацкая фабрика основателя семейного дела — крепостного Семёна Григорьева (Зимина; 1760—1840) — работала в Зуеве до 1838 года, когда основное предприятие перешло к его сыну, купцу 3-й гильдии в Богородске, Никите Семёновичу Зимину (1790—1866).  В 1843 году, на тогда ещё довольно крупном заводе в селе Зуеве, на 233 станах работало 254 ткача, производивших шёлковые платки и ткани из грезентан, нанку и миткаль на 30 282 рубля серебром в год. В 1848 году Н. С. Зимин выкупил у помещика Николая Гавриловича Рюмина место под фабрику на берегу Клязьмы и перевёл производство на ткачество хлопчатобумажной продукции. В 1858 году, вслед за щелковскими фабрикантами Рабенеками, Н. С. Зимин обязал красить пряжу и ткани в стойкий пунцовый цвет.
После смерти Н. С. Зимина, в 1866 году его дело перешло в руки его сына Ивана Никитича Зимина. Уже в следующем, 1867 году, на Всемирной выставке в Париже продукция «Зуевской мануфактуры И. Н. Зимина» была отмечена бронзовой медалью.
Изделия мануфактуры неоднократно награждалась за своё качество. Две золотые медали были получены на Всероссийской мануфактурной выставке в Санкт-Петербурге (1870) и на Политехнической выставке в Москве (1872); две серебряные медали были получены на мануфактурной выставке в Москве (1882) и Всероссийской торгово-промышленной выставке в Нижнем Новгороде (1896).
Иван Никитич Зимин издал первый устав для своих предприятий, где рассказал о правах и обязанностях рабочих и самой цели товарищества:

Цель учреждения товарищества, права и обязанности его
Для содержания и распространения действий красильной и ситценабивной фабрики, принадлежащей Павловскому посаду 1-й гильдии купцу Ивану Никитичу Зимину и находящейся [в] Московской губернии, Богородского уезда, при селе Зуево, учреждается Товарищество на паях под наименованием «Товарищество Зуевской мануфактуры Ивана Никитича Зимина».
Примечание 1-е. Учредитель Товарищества Павловского поссада 1-й гильдии купец Иван Никитич Зимин.
Примечание 2-е. Передача до образования Товарищества учредителем другим лицам прав и обязанностей по Товариществу и присоединение новых учредителей допускается не иначе, как и по испрошению на то, всякий раз, разрешения министра финансов.— Иван Никитич Зимин, первая страница Устава, утверждённая самим Иваном Никитичем Зиминым в 1884 году
21 сентября 1884 года было высочайше утверждено «Товарищество Зуевской мануфактуры И. Н. Зимина». Целью товарищества было поддержание и распространение деятельности красильно-хлопчатобумажной фабрики И. Н. Зимина, перешедшего к тому времени в первую купеческую гильдию в Павловском Посаде. Основной капитал товарищества был определён в размере 2 000 000 рублей, разделённых на 2 000 паёв по 1 000 рублей каждый. В правление товарищества при его учреждении входили вторая жена фабриканта Евдокия Савватьевна Зимина (1845—1926) и его сыновья (от первого брака) Леонтий (1849—1913) и Григорий (1854—1918) Ивановичи Зимины. К делу были привлечены и другие сыновья фабриканта: Иван (1875—1922), Сергей (1876—1942), Александр (1878—1923).
После смерти И. Н. Зимина в 1887 году его родственникам потребовалась модернизация производственных мощностей зуевского фабрики. В ряде случаев перестройка и связанная с ней остановка производства оказывались более затратными, чем строительство нового мануфактуры на новом месте. Участок возле станции Дрезна, в 10 верстах от Зуевской фабрики, был выбран братьями не случайно. Такой выбор места был сделан благодаря тому, что окрестные торфяные болота давали дешёвое топливо, а реки — дешёвый и удобный водный транспорт. Была и рабочая сила, представленная жителями окрестных деревень и сёл Горбачиха, Малиново, Бельково, Киняево, а наличие железной дороги открывало большие перспективы для увеличения сбыта хлопчатобумажных товаров на Украине, Закавказье, Средней Азии и Сибири. Современный по тем временам заводской комплекс был построен в 1900-х годах при участии московского архитектора Владимира Адамовича. В дальнейшем сыновья Ивана Зимина успешно продолжили семейное дело и составили достойную конкуренцию другим крупнейшим фабрикантам из Орехово-Зуево — Морозовым.
В 1897 году началось строительство Дрезненской мануфактуры. Она была запущена в конце 1898 года, а в феврале 1899 года было получено официальное разрешение на создание бумагопрядильной и ткацкой фабрики «на собственной земле близ деревни Рудиной и Горбачихи Богородского уезда». Фабрика начала поставлять суровьё на фабрику Зиминых в Зуеве, а последняя была переведена на отбельно-красильное дело. По команде фабричного управляющего Фёдора Лебедева были запущены две паровые машины и три паровых котла «Бабкок — Вилькокс».
Одновременно с фабричными корпусами были построены четыре краснокирпичные многоэтажные (и одна деревянная) казармы для проживания рабочих. Сама жизнь рабочих была нелёгкой. Рабочий день на фабрике длился 12 часов и более. Взрослые рабочие получали 9—15 рублей в месяц, квалифицированные — 15—20 рублей, дети и молодёжь — 20—25 копеек в день. В казарменном помещении площадью 9—15 м² с одним окном жили 3—4 семьи (10—12 человек). Рядом со станцией (от вокзала до водонапорной башни) проходила улица, на которой были выстроены частные дома купцов, лавочников, мещан. Рабочим сдавали «углы», поскольку в казарме не хватало места. За 5-метровую комнату в то время просили 4—5 рублей в месяц.
В первый год существования прядильно-ткацкой фабрики рабочие Дрезны объявили забастовку с требованием сокращения рабочего дня и повышения заработной платы. Срочно прибывший из Богородского уезда (ныне Ногинск) казачий отряд беспощадно подавил это выступление. Однако беспорядки на фабрике продолжались и в следующем 1900 году. С 10 ноября по 15 декабря 1905 года прошла самая продолжительная на фабрике забастовка. Основными требованиями были 8-часовой рабочий день, улучшение условий труда, удаление с фабрики черносотенцев.
По состоянию на 1900 год, на фабриках «Товарищества Зуевской мануфактуры И. Н. Зимина» было 809 рабочих, в год ткани производилось более чем на 3 млн рублей.
В 1908—1911 годах должность директора по прядению на Дрезненской фабрике занимал Джеймс Иствуд, а в 1912—1915 годах его земляк Джон Вуд.
В 1912 году «Товарищество Зуевской мануфактуры» владело двумя заводами. На старой фабрике в селе Зуево, где работало 953 рабочих, набивали и отделывали хлопчатобумажных тканей на 6,1 млн рублей в год. На новой прядильно-ткацкой фабрике при посёлке Дрезна производили жёсткие (то есть необработанные) ткани: бязь, репс, молескин, а также бумажную пряжу и вату. На фабрике работало 4 259 рабочих, годовая выработка составила 6,6 млн рублей. Обе фабрики были механизированы — на первой стояли паровые машины мощностью 425 лошадиных сил, на второй — мощностью 3 360 лошадиных сил.
Руководителями производства в 1915 году были Григорий Иванович и Иван Иванович Зимины, кандидатами в директора состояли: Николай Леонтьевич Зимин, Александр Иванович Зимин и бухгалтер товарищества, потомственный почетный гражданин Алексей Тарасович Голубков.
5—6 марта 1917 года на фабрике прошли первые выборы депутатов в местный Совет.

### Советский период
После Октябрьской революции 1917 года предприятие Зиминых национализировали и преобразовали в «Дрезненскую прядильно-ткацкую фабрику».
В феврале 1918 года началась запись добровольцев в Красную армию. На Южном фронте Гражданской войны действовал бронепоезд под командованием дрезненского большевика И. В. Кузьмина. Почти весь экипаж бронепоезда состоял из дрезненской фабричной молодёжи.
В 1928 году дрезненские ткачихи начали обслуживать по четыре станка вместо двух. В 1939 году ткачиха дрезненской фабрики, кавалер ордена Ленина Прасковья Голубева избралась депутатом Верховного Совета СССР I-го созыва.
В 1940 году Указом Президиума Верховного Совета РСФСР рабочий посёлок Дрезна получил статус города. Из 8 тысяч горожан 6 тысяч работали на фабрике.
В августе 1941 года в народное ополчение вошли первые 60 дрезненских добровольцев. Женщины заняли место мужчин в мастерских. В механических мастерских стали изготавливать снаряды. Рабочий день — 12 часов, без выходных, без выходных. Директором фабрики во время Великой Отечественной войны был Евгений Тимофеевич Алексеев. В 1945 году главным инженером фабрики был назначен Николай Никифорович Тарасов (1911—2010). После войны, в 1948 году, фабрика стала оснащаться новыми автоматами. С 1958 года началась постепенная реконструкция цехов. В 1965 году была завершена автоматизация ткацкого производства Дрезненской прядильно-ткацкой фабрики. В 1969 году фабрика занесена в Книгу трудовой славы Министерства лёгкой промышленности РСФСР и ЦК профсоюза работников отрасли.
В 1973 году началась реконструкция предприятия. В цехах и мастерских было установлено современное оборудование, в котельной поставили новые паровые котлы взамен старых английских, отслуживших 74 года.
В 1985 году Дрезненская фабрика была отмечена переходящим Красным Знаменем ЦК КПСС, Совета министров СССР, ВЦСПС и ЦК ВЛКСМ. Только за период с 1967 по 1987 год переходящие союзные и республиканские Красные знамёна 71 раз присуждались коллективу.

### Российская Федерация
В 1992 году было образовано ОАО «Дрезненская прядильно-ткацкая фабрика». В 1998 году в связи с критическим финансовым положением фабрика была передана во внешнее управление «Савва Кемикал Текстиль». Дмитрий Леонов был назначен внешним управляющим.
27 мая 1999 года исполнилось 100 лет фабрике, в городе стали проходить праздничные мероприятия. На концерт в город приехали звёзды эстрады и кино: Ефим Шифрин, Николай Караченцев, Екатерина Шаврина и другие.
18 января 2003 года погиб генеральный директор фабрики Дмитрий Леонов. Накануне собственного дня рождения его нашли мёртвым у подножия высокого здания. Официально было объявлено, что он покончил жизнь самоубийством, спрыгнув с дома. После смерти генерального директора предпринимались многочисленные попытки перераспределить имущество. У фабрики менялись владельцы, названия, работники, начались частичные распродажи оборудования предприятия. По состоянию на 2005 год было распродано 90 % производственных мощностей, станков и машин, на фабрике работает всего несколько ткацких станков.